# Břehy (Žďár)
Břehy (německy Flechtendorf) jsou malá vesnice, část obce Žďár v okrese Mladá Boleslav. Nachází se 2,5 kilometru severně od Žďáru. Vesnicí protéká Jizera a vedou jí silnice II/279 a II/610. Břehy leží v katastrálním území Žďár u Mnichova Hradiště o výměře 8,98 km².

## Historie
První písemná zmínka o vesnici pochází z roku 1834.

## Pamětihodnosti
- křížový kámen v zahradě čp. 27

## Další fotografie

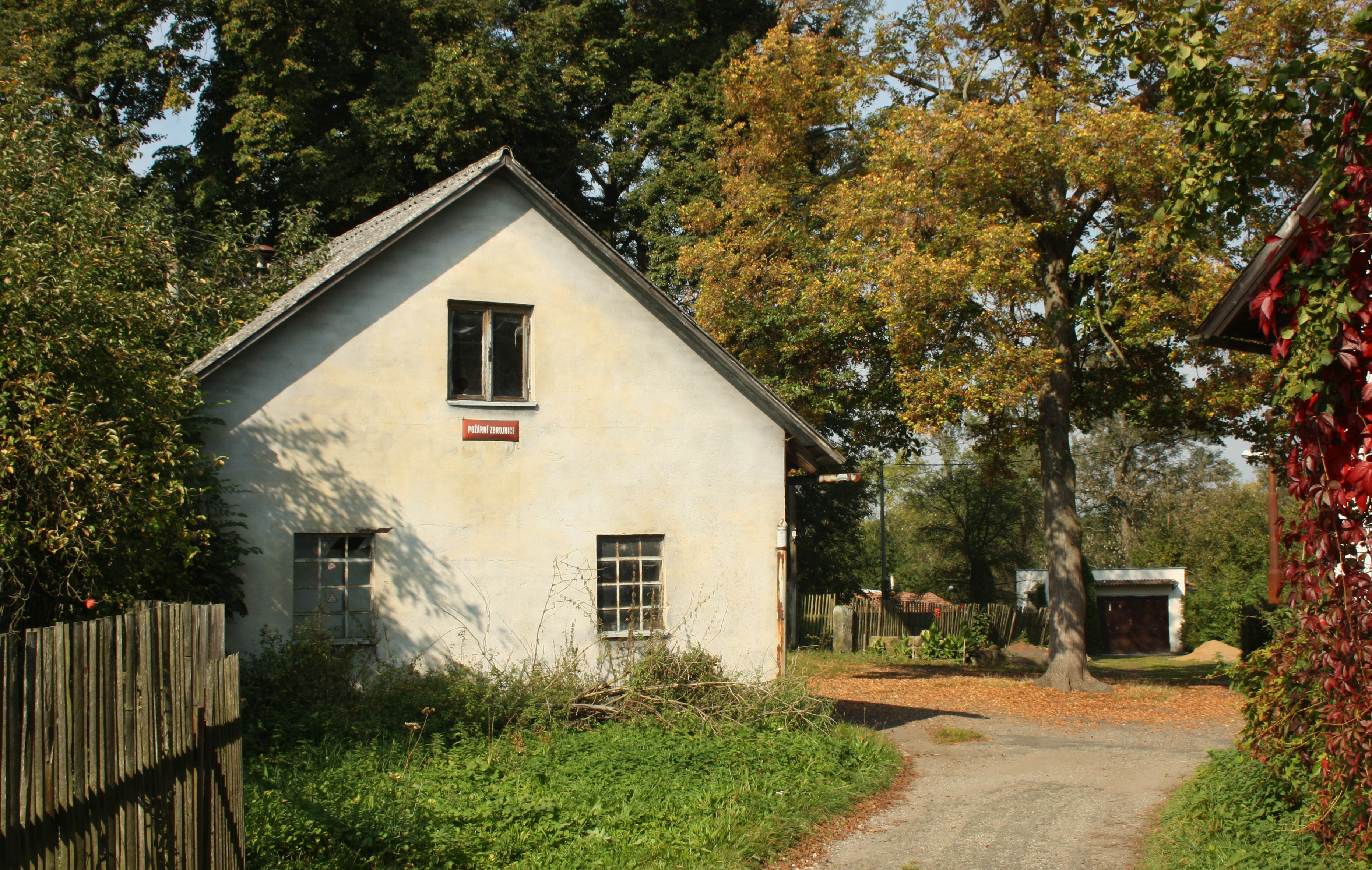
Malá náves
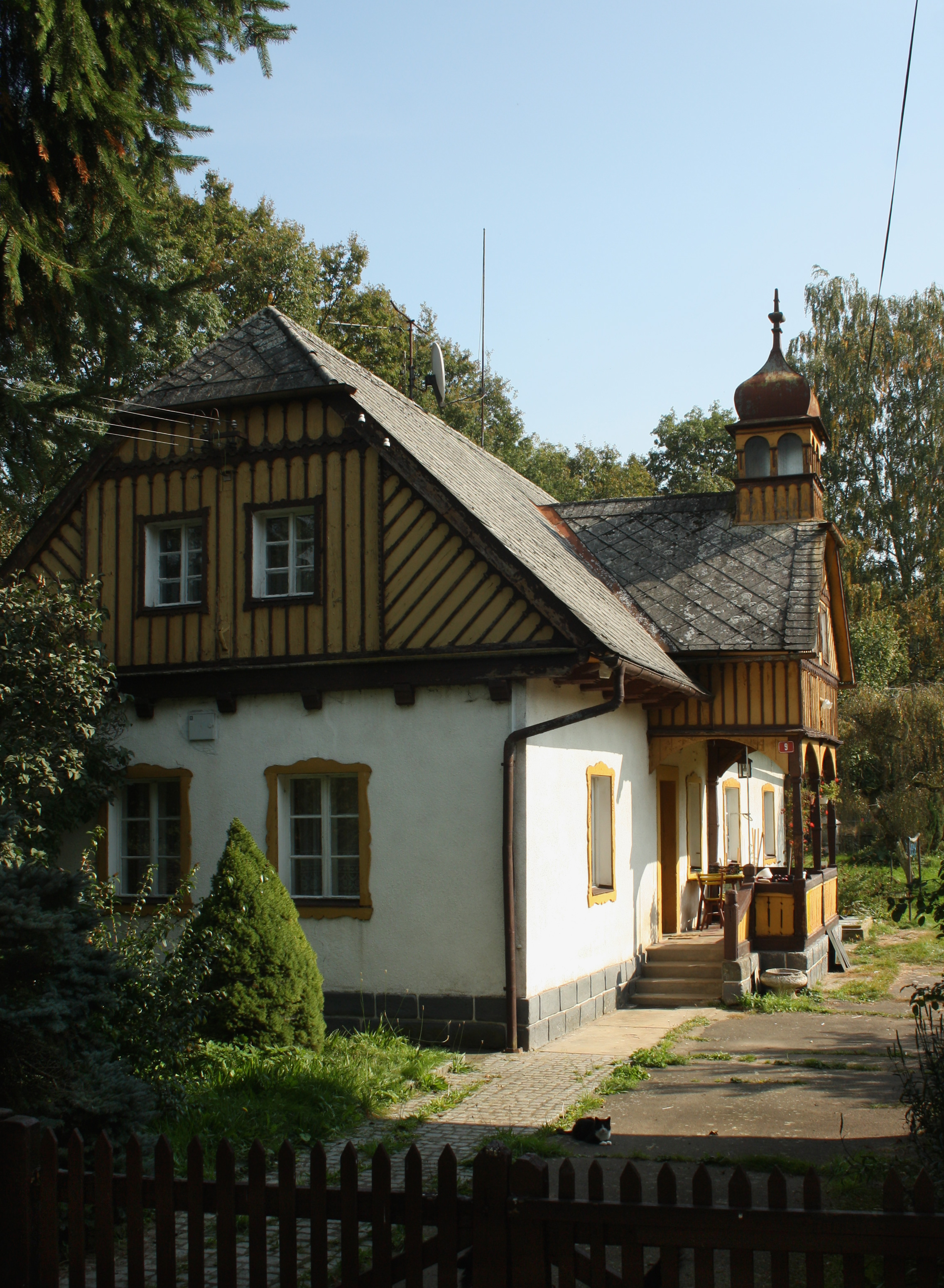
Chalupa u návsi
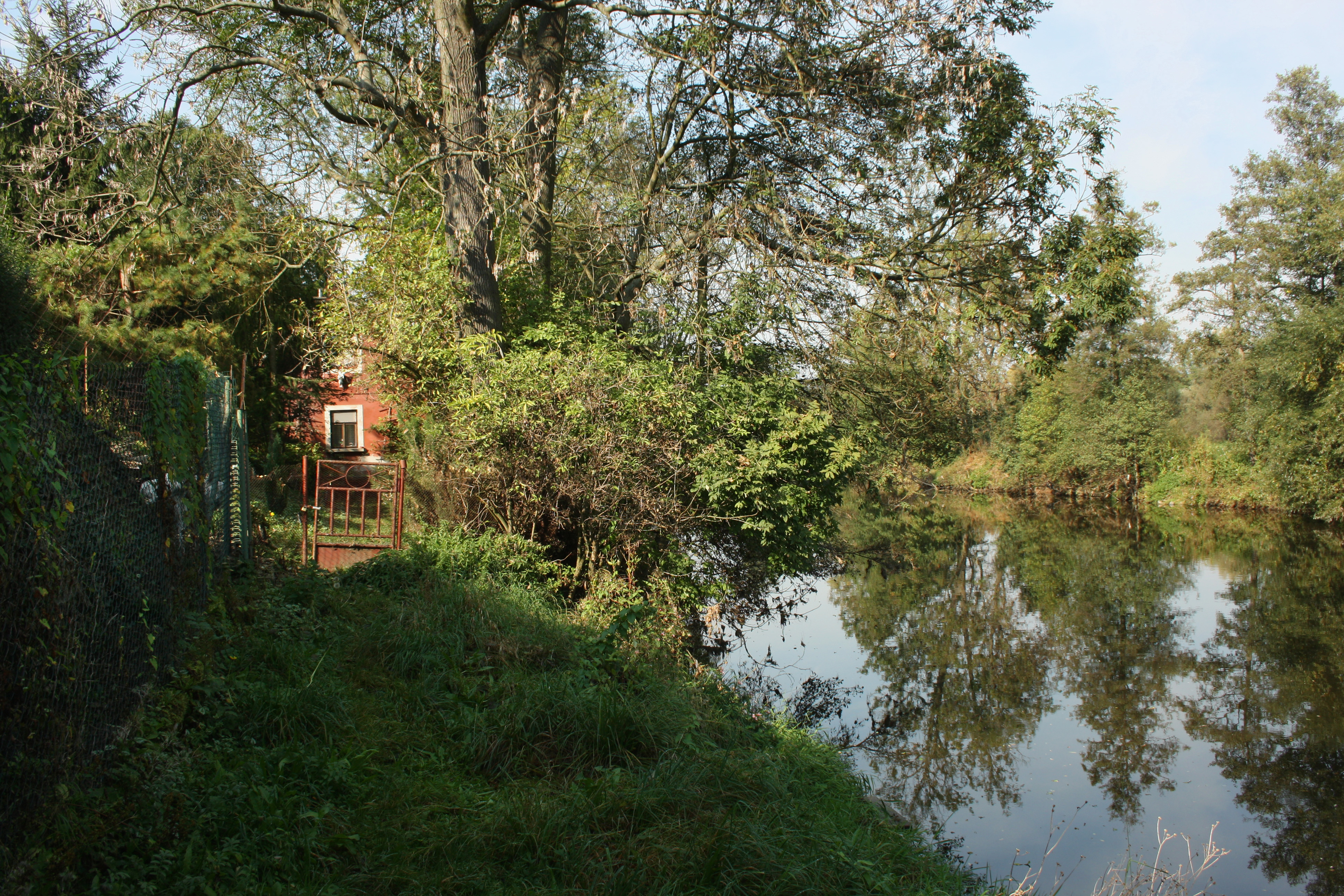
Jizera v Březích